# Crosville-la-Vieille
Crosville-la-Vieille es una localidad y comuna francesa situada en la región de Alta Normandía, departamento de Eure, en el distrito de Évreux y cantón de Neubourg.

## Demografía
| 233 | 240 | 233 | 276 | 427 | 489 |
| Para los censos de 1962 a 1999 la población legal corresponde a la población sin duplicidades (Fuente: INSEE [Consultar]) |     |     |     |     |     |